# Dalbergia librevillensis
Dalbergia librevillensis är en ärtväxtart som beskrevs av François Pellegrin. Dalbergia librevillensis ingår i släktet Dalbergia, och familjen ärtväxter. Inga underarter finns listade i Catalogue of Life.